# Grégoire (cantante)
Grégoire (Senlis, 3 aprile 1979) è un cantautore e compositore francese.

## Discografia

### Album

#### Toi + Moi
1. Ta Main 3'34"
2. Nuages 3'08"
3. Toi + Moi 3'03"
4. Rien à Voir 2'41"
5. Ce qu'il Reste de Toi 3'32"
6. Donne Moi une Chance 3'29"
7. Rue des Étoiles 3'55"
8. Sauver le Monde 3'33"
9. L'Ami Intime 3'09"
10. Prière 3'52"
11. Merci 3'21"
12. À la Claire Fontaine 3'35"

### Singoli
- 2008 – Toi + Moi
- 2008 – Rue des Étoiles
- 2009 – Ta Main
- 2009 – Nuages
- 2010 – Danse
- 2011 – La Promesse, featuring Jean-Jacques Goldman